# Cariborchestia xerophila
Cariborchestia xerophila is een vlokreeftensoort uit de familie van de Talitridae. De wetenschappelijke naam van de soort is voor het eerst geldig gepubliceerd in 1998 door Smith.